# Parkin (Arkansas)
Parkin est une ville située dans l’État américain de l'Arkansas, dans le comté de Cross.

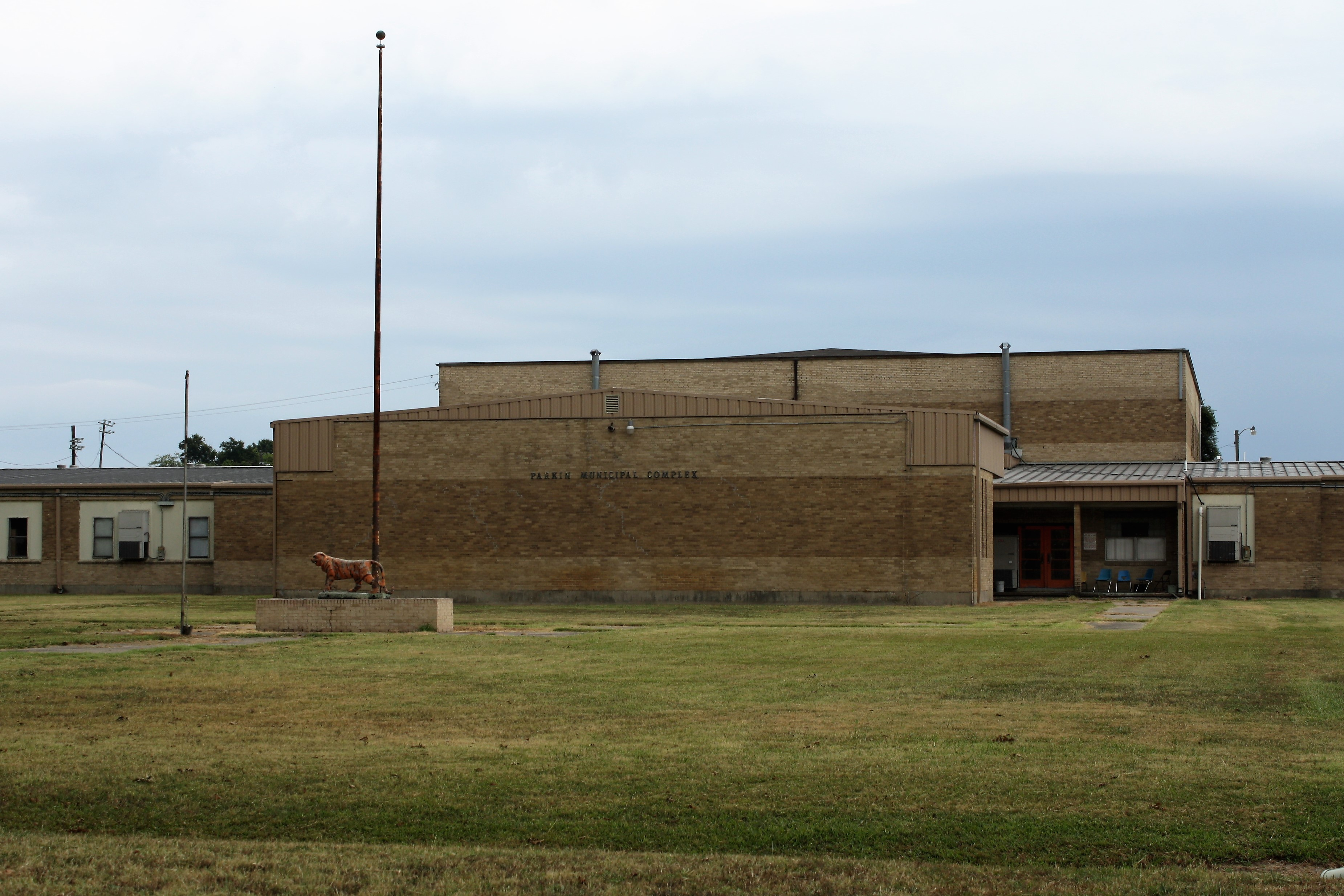
Parkin High School a fermé ses portes en 2005, il sert maintenant de complexe municipal